# Boyd Raeburn
Pour les articles homonymes, voir Raeburn.
Boyd Raeburn, de son vrai nom Albert Raeburn, né le 27 octobre 1913 à Faith dans le Dakota du Sud, et mort le 2 août 1966 à Lafayette en Louisiane, est un saxophoniste, arrangeur et chef d'orchestre américain.

## Biographie
Dans les années 1930 Boyd Raeburn dirige un orchestre de danse. En 1944, il transforme sa formation en big band de jazz. Les arrangements sont de George Handy puis de Johnny Richards. L'orchestre enregistre A Night in Tunisia de Dizzy Gillespie, et finit par comprendre une harpe et des cors français. Après 1947, pourtant, Raeburn abandonne cette formule et retourne à la musique de danse.

## Membres
L'orchestre est remarquable par le nombre de grands musiciens de jazz qui y ont participé. On trouve Dodo Marmarosa, Serge Chaloff, Frank Socolow, Tiny Kahn, Lucky Thompson, Buddy DeFranco, Johnny Bothwell, Hal Mc Kusick, Roy Eldridge, Dizzy Gillespie, Pete Candoli, Britt Woodman ou Trummy Young. L'orchestre a enregistré des faces pour Savoy et Musicraft.

## Discographie
- 1945 : Interlude

## Sources
- Courte biographie sur le site Allmusic.com